# Parc Nacional de les Cevenes
El Parc Nacional de les Cevenes és un parc nacional francès creat el 2 de setembre de 1970 a la regió natural de Cevenes i situat principalment als Departaments del Losera, de Gard i de l'Ardecha. S'estén per dues regions franceses: Occitània i Alvèrnia-Roine-Alps. La seva seu es troba a Florac, al castell del mateix nom.
El Parc Nacional de les Cevenes té diverses característiques que el diferencien d'altres parcs nacionals de França: és l'únic parc nacional francès situat a mitja muntanya i és l'únic parc nacional metropolità que està habitat i operat per residents permanents.

## Geografia

### Situació i descripció general

Mapa de la regió del parc nacional de Cevenes, indicant en vermell el cor del parc (zona de protecció) i la zona verda d'adhesió a la Carta.

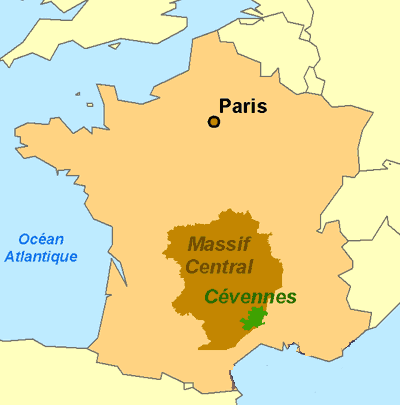
Les Cevenes al mapa de França.

El parc nacional de mitja muntanya de les Cevenes es divideix en dues àrees principals: el cor o zona central i la zona periférica. També existeix una zona de transició.
El parc cobreix 93.500 hectàrees i agrupa 152 comunes. Disposa d'una població permanent significativa: 76.000 persones viuen en aquest territori, incloent prop de 600 al cor. Els habitants són principalment agricultors.
El parc s'estén a l'oest dels Grans Causses, vast altiplà de pedra calcària; a l'est de les valls de Cevenes; i al nord del granitic mont Losera. Els nivells de vegetació es propaguen de la baixa meso-mediterrània en totes les goles sud-oest fins a l'estatge subalpí al mont Losera.

### Relleu
El parc nacional es troba en les terres altes (per sobre de 1.000 m), balcons reals de la mar Mediterrània. Cobreix el mont Losera, la muntanya de Bougès, el mont Aigoual fins a la riba dels Grans Causses i les valls de Cevenes.
L'altitud del parc varia des de 378 m (vall Francesa) a 1.699 m al pic Finiels (mont Lozère).

### Hidrografia
Els principals rius són el Cèze, Gardon, Hérault i Chassezac per a la Mediterrània i l'Òlt, Tarn, Jonte i Dourbie per l'Atlàntic.
| Vessant mediterrani | Borne, Chassezac, Clarou, Altier, Paillère, Cèze, Ganière, Homol, Luech, Gardon d'Alès, Galeizon, Gardon de Saint-Germain-de-Calberte, Gardon de Saint-Martin-de-Lansuscle, Gardon de Sainte-Croix, Gardon de Mialet, Gardon de Saint-André-de-Valborgne, Borgne, Gardon de Sent Jan de Gardonenca, Hérault, Salindrenque, Vidourle, Rieutord, Arboux, Souls, Bavezon, Vis |
| Vessant atlàntic    | Òlt, Nize, Bramont, Tarn, Rûnes, Mimente, Malzac, Sistre, Briançon, Tarnon, Fraissinet, Jonte, Brèze, Béthuzon, Bonheur, Trèvezel, Dourbie |

### Repartició per departaments
|                                     | Lozère      | Gard        | Ardèche    | Aveyron   | Total         |
| ----------------------------------- | ----------- | ----------- | ---------- | --------- | ------------- |
| Zona central (¹)                    | 74.600 82%  | 16.670 18%  | 0 0%       | 0 0%      | 91.270 100%   |
| Zona periférica                     | 124.120 54% | 83.110 36%  | 22.880 10% | 0 %       | 230.110 100 % |
| Espai parc (1)+(2)                  | 198.720 62% | 99.780 31%  | 22.880 7%  | 0 %       | 321.380 100%  |
| Reserva de la biosfera              | 184.000 57% | 115.000 36% | 7.650 2%   | 14.280 5% | 320.930 100 % |
| Espai parc + reserva de la biosfera | 206.200 56% | 124.800 34% | 24.360 6%  | 14.280 4% | 369.640 100%  |

## Turisme

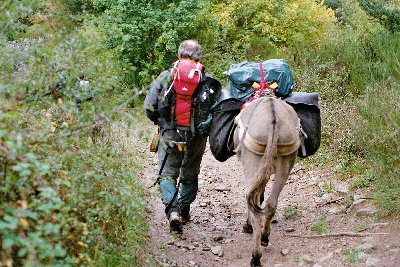
Caminant amb un ruc en el camí de Stevenson GR70

El camí de Stevenson és el nom donat al camí de gran recorregut num. 70 (GR-70). El seu nom fa referència al viatge realitzat per l'escriptor escocès Robert Louis Stevenson, en companyia d'un ruc, a través de la regió de Cevenes.
Els voltors estan en total llibertat al Parc Nacional de les Cevenes. Des d'un mirador és possible contemplar-los i es pot visitar l'exposició associada. Hi ha tres espècies de voltors: el voltor comú, el voltor negre i l'aufrany.

## Història

### Protestantisme i el país de les Cevenes
El país de Cevenes té una forta identitat cultural, va ser el bressol de la insurrecció dels Camisards durant l'edicte de Fontainebleau i el lloc de la persecució que es va fer contra el protestantisme. Molts relats de la guerra de Cevenes a la regió de Cevennes esquitxen les ciutats i pobles del Parc Nacional. Una exposició permanent està dedicada a la memòria dels Camisards en un lloc anomenat Le Rouve Bas al municipi de Sent Andrieu.

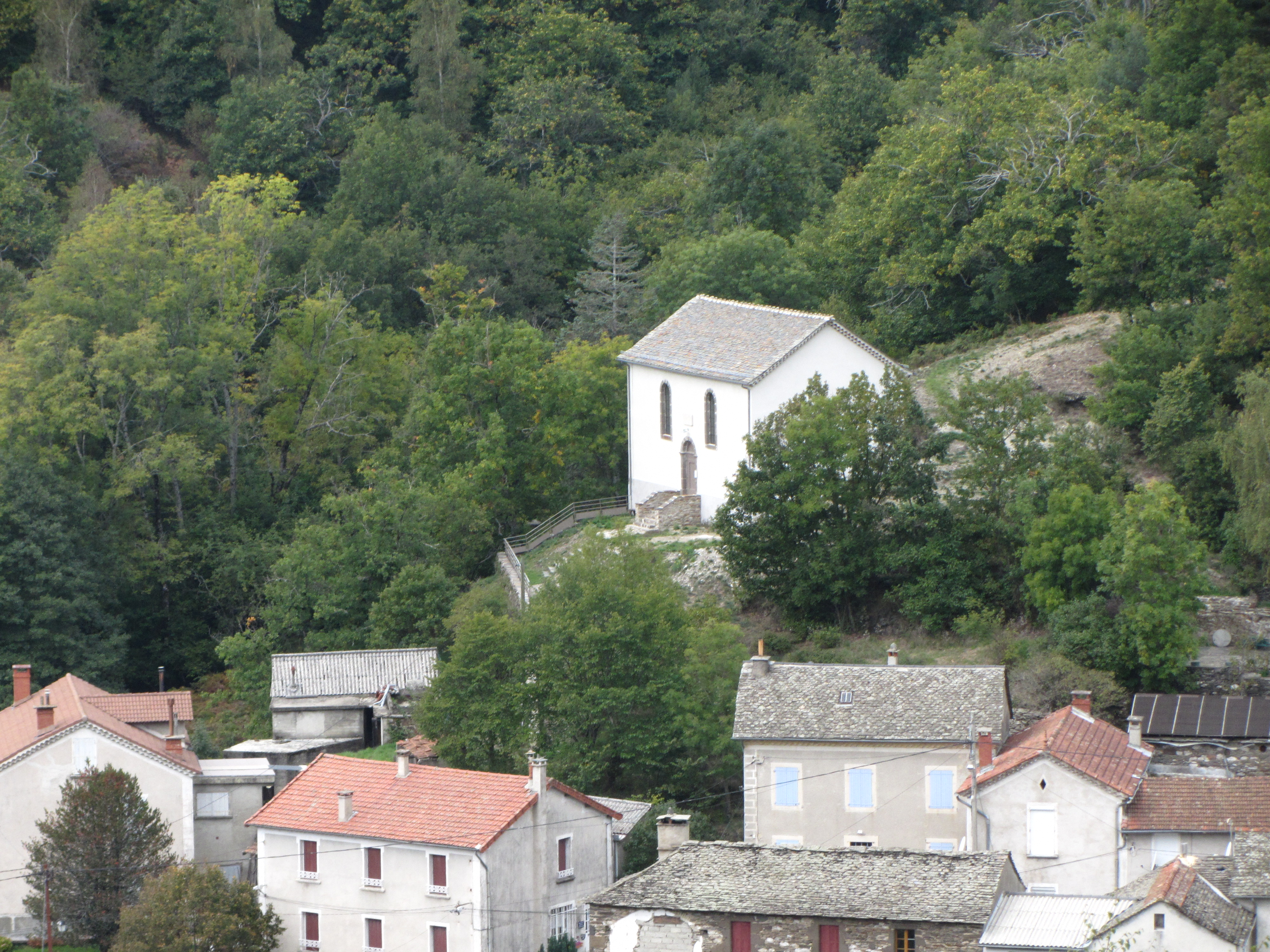
El temple Rouve Bas (Saint-André-de-Lancize, Lozère, France): avui profanat i renovat pel municipi, alberga un monument dedicat a la insurrecció dels Camisards al massis de Bouges (Cevenes)

A prop d'Andusa, el Museu del Desert continua la història de les lluites de la regió i del protestantisme francès.

### Els orígens del parc

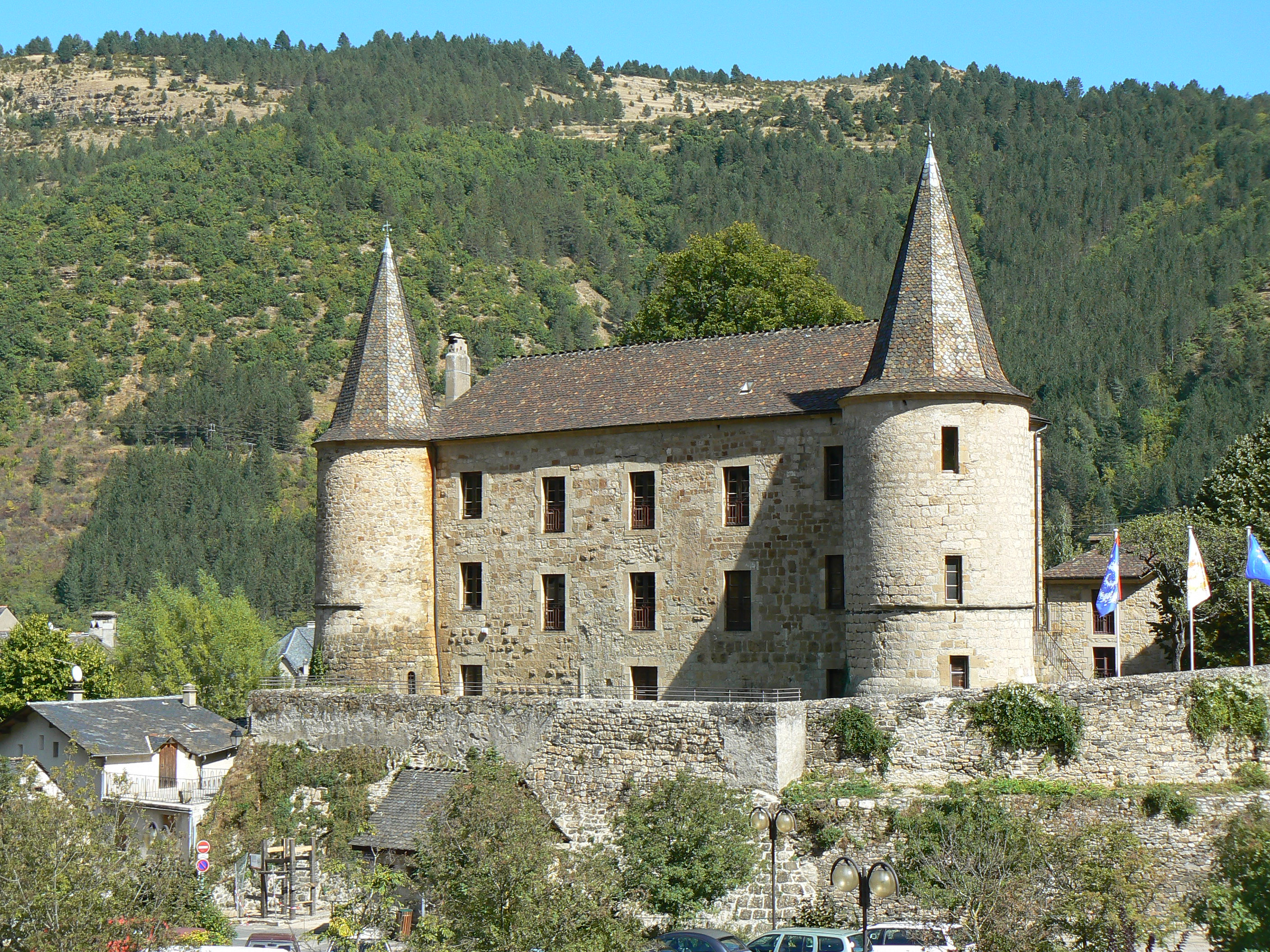
El castell de Florac, seu del parc

El patrimoni natural i cultural de Cevene és conegut almenys des del segle xix, gràcies a autors com l'escocés Robert Louis Stevenson que va participar en el coneixement de la regió, gracies à la publicació de l'obra Voyage avec un âne dans les Cévennes en 1879, relat del seu viatge de 12 dies i 195 km a través de la Lozère.
En 1913, el espeleololeg Édouard-Alfred Martel, un dels pares de l'espeleologia moderna, va publicar un article on va proposar classificar com una àrea del parc nacional les goles de l'Ardèche Born i gran part de la Causse Méjean i Negre. El Club Cévenol i d'altres associacions constituïdes a la fi del Segle XIX van reclamar legalment la creació d'un Parc nacional amb el fi de preservar el patrimoni de la regió. Davant l'èxode rural massiu que afectava la regió, el Consell General del Losera va rellançar aquesta idea després de Segona Guerra Mundial el 1956.
En 1957, l' Associació Cultural del Parc Nacional de les Cevenes fou creada a partir de la fusió de dos grups defensors de la creació del parc: l'Associació del Parc Cévennes-Lozère", creada el 1953 i la "Confraria dels Amics des Sources", creada el 1955.
Quan es va fer la redacció del projecte de llei sobre parcs nacionals francesos el 1960, l'associació cultural del Parc Nacional de les Cevenes va jugar el paper d'un grup de pressió per assegurar-se que les especificitats del territori es tindrien en compte. Mentre que en altres parcs nacionals no hi ha una població resident permanent a la zona central, l'associació volia assegurar-se que la presència de residents permanents a la zona central del parc de les Cevenes no faria malbé el futur projecte de creació del parc .
Després de la defensa de la proposta de creació del parc pels responsables polítics nacionals i presentat als residents locals els beneficis derivats d'una estructura d'un parc nacional en la lluita contra la despoblació de la regió de les Cevenes, el Consell Nacional per a la Protecció de la Natura va donar suport a la creació del Parc Nacional de les Cevenes el 7 de novembre de 1962.
El parc nacional de les Cevenes fou creat oficialment amb el decret n°70-777 de 2 de setembre de 1970. És el quart parc nacional creat després de la llei de 1960 instituint els parcs nacionals a França, després del Parc nacional de la Vanoise, el parc nacional de Port-Cros i el Parc Nacional dels Pirineus.

## Agermanaments
El Parc Nacional de les Cevenes és reserva de la biosfera de la UNESCO des de l'any 1984. Està agermanat amb dos parcs nacionals:
- Parc nacional de Fjord-du-Saguenay (Quebec) des de 5 de juliol de 1984, situat a Ville de Saguenay, a la regió de Saguenay–Lac-Saint-Jean, Quebec.[12]
- Parc Natural del Montseny (Catalunya) des de 25 de novembre de 1987 (amb el Massís del Montseny marcat pel seu bosc d'alzina[13]

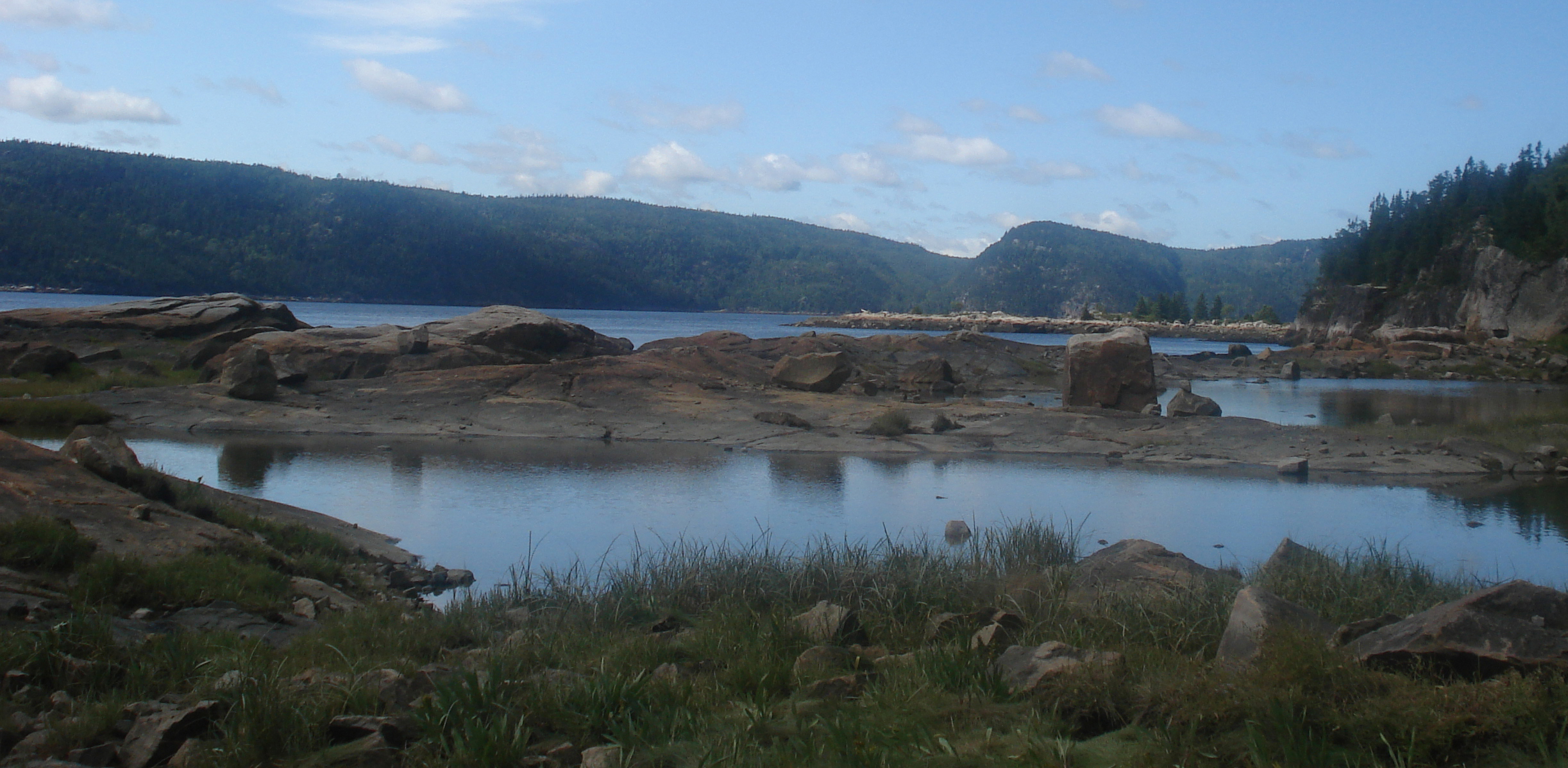
Esquerda en el Parc Nacional de Saguenay fiord de Fjord-du-Saguenay, Quebec.

## Medi natural
Fauna: 2.410 espècies d'animals inventariades, 45% dels vertebrats de França.
Flora: al parc s'han inventariat 2.656 espècies de plantes, incloses 35 protegides i 21 endèmiques (úniques al món). El bosc s'ha assentat a 58.000 hectàrees a la zona central.

## Documents oficials
- Décret du 70-777 du 2 septembre 1970 portant création du parc national des Cévennes : «version originale de 1970 (fac-similé)» et version consolidée du 10 mai 2005 sur Légifrance.fr